# Carlo Recalcati
Pour les articles homonymes, voir Recalcati.
Carlo Recalcati (né le 11 septembre 1945 à Milan) est un joueur puis entraîneur italien de basket-ball.

## Biographie
Évoluant à Cantù dans une époque où le basket-ball italien, et le basket-ball européen est dominé par l'Ignis Varèse, il remporte deux titres de Champion d'Italie, en 1968 et 1975, et trois Coupe d'Italie. Sur la scène européenne, Cantù remporte trois Coupes Korać consécutives, de 1973 à 1975, puis trois coupe des coupes, toujours consécutivement de 1977 à 1979. Depuis un poste d'arrière ailier, il présente des statistiques intéressantes avec une moyenne de 14,7 points en carrière. Il a été élu à trois reprises MVP du championnat italien.
Sous les couleurs de sélection italienne dont il porte le maillot depuis mai 1967, il participe aux Championnats d'Europe 1967, 1969, 1971, 1975, remportant une médaille de bronze lors de chacune de ses deux dernières compétitions. Il a également participé aux Jeux olympiques de 1968 de Mexico et au Championnat du monde 1970. En 2009, il est encore le quatorzième marqueur de l'histoire de la sélection italienne avec 1 239 points marqués en 166 rencontres.
Il rejoint ensuite la carrière d'entraîneur, tout d'abord dans le club de Parme où il occupe un poste d'entraîneur-joueur. Il évolue dans de nombreux clubs, dont son ancien club de Cantù qu'il conduit à la finale de la coupe Korać en 1989. Il remporte ensuite deux titres de champion d'Italie, avec Pallacanestro Varese en 1999 puis Fortitudo Bologne en 2000. En 2003, il rejoint Montepaschi Siena, club dont il fait l'un des meilleurs clubs européens, remportant le championnat d'Italie lors de sa première saison.
En 2001, les instances dirigeantes italiennes lui confient la direction de la sélection italienne. Lors du Championnat d'Europe 2003 disputé en Suède, sa sélection prive les Français de la médaille de bronze. La saison suivante, les italiens disputent le titre de Jeux olympiques d'Athènes aux Argentins, finalement battus par ceux-ci sur le score de 84 à 69. Ses résultats, tant en club qu'en sélection lui valent d'être élu meilleur entraîneur européen de l'année. En 2005, la sélection italienne termine neuvième du championnat d'Europe en Serbie, puis de nouveau en 2007 en Espagne qui la prive des Jeux de Pékin. Durant cette saison 2008, la sélection italienne échoue lors des tournois de qualification pour le championnat d'Europe 2009, ce qui la place comme adversaire principal des Français lors du tournoi additionnel de repêchage.

## Carrière

### Club
- 1962-1979 :  Pallacanestro Cantù
- 1979-1981 :  Pallacanestro Parma

### Palmarès

#### Club
- Vainqueur de la Coupe Intercontinentale 1975
- Vainqueur de la Coupe Korać 1973, 1974, 1975
- Champion d'Italie 1968, 1975
- Vainqueur de la Coupe d'Italie 1977, 1978, 1979

#### Sélection nationale
Médaille en Championnat d'Europe de basket-ball
- Médaille de bronze des Championnats d'Europe 1975, Grèce
- Médaille de bronze des Championnats d'Europe 1971, Allemagne de l'Ouest

### Club
- 1980-1981 :  Pallacanestro Parma
- 1982-1984 :  Alpe Bergamo
- 1984-1990 :  Pallacanestro Cantù
- 1990-1995 :  Viola Reggio de Calabre
- 1996 	 :  Teorematour Milano
- 1996-1997 :  Celana Bergamo
- 1997-1999 :  Pallacanestro Varese
- 1999-2001 :  Fortitudo Bologne
- 2003-2006 :  Montepaschi Siena
- 2010-2012 :  Pallacanestro Varese
- 2012-2014 :  Premiata Montegranaro
- Depuis 2014 :  Reyer Venezia

### Sélection nationale
- 2001- ?? : Équipe d'Italie

### Palmarès

#### Club
- Finaliste de la Coupe Korać 1989
- Champion d'Italie 1999, 2000
- SuperCoupe d'Italie 2005

#### Sélection nationale
Jeux olympiques d'été
- Médaille d'argent aux Jeux olympiques de 2004 à Athènes, Grèce

Championnat d'Europe de basket-ball
- Médaille de bronze des Championnats d'Europe 2003, Suède

Jeux méditerranéens
- Médaille d'or des Jeux méditerranéens 2005